# Diego Mexía Felípez de Guzmán

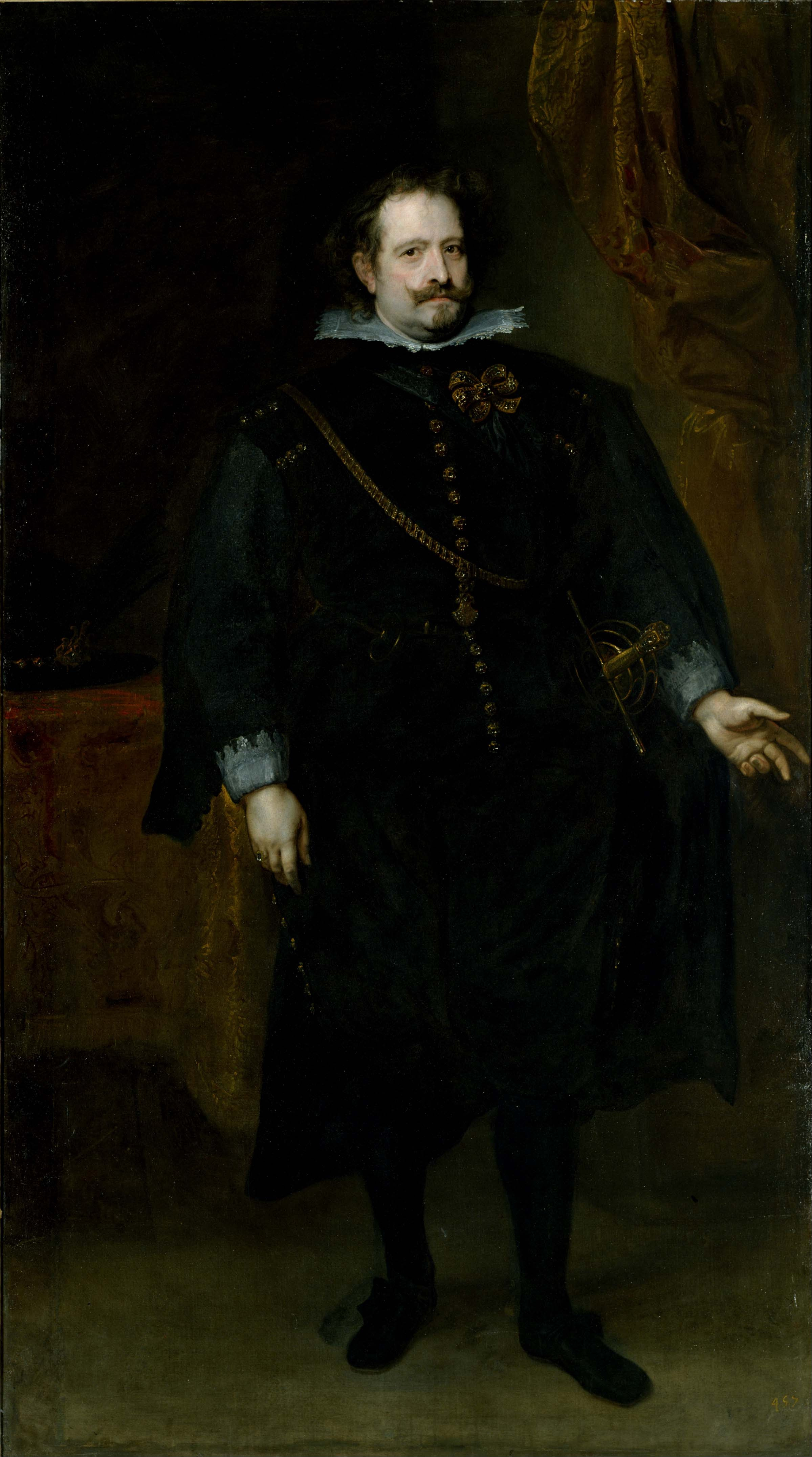
Anthonis van Dyck, Der Marqués de Leganés, um 1634, Nationalmuseum für westliche Kunst in Tokio.

Diego Mexía Felípez de Guzmán, Marqués de Leganés (* 1580; † 1655) war ein spanischer Politiker und Feldherr sowie ein bedeutender Kunstsammler und Mäzen.

## Leben

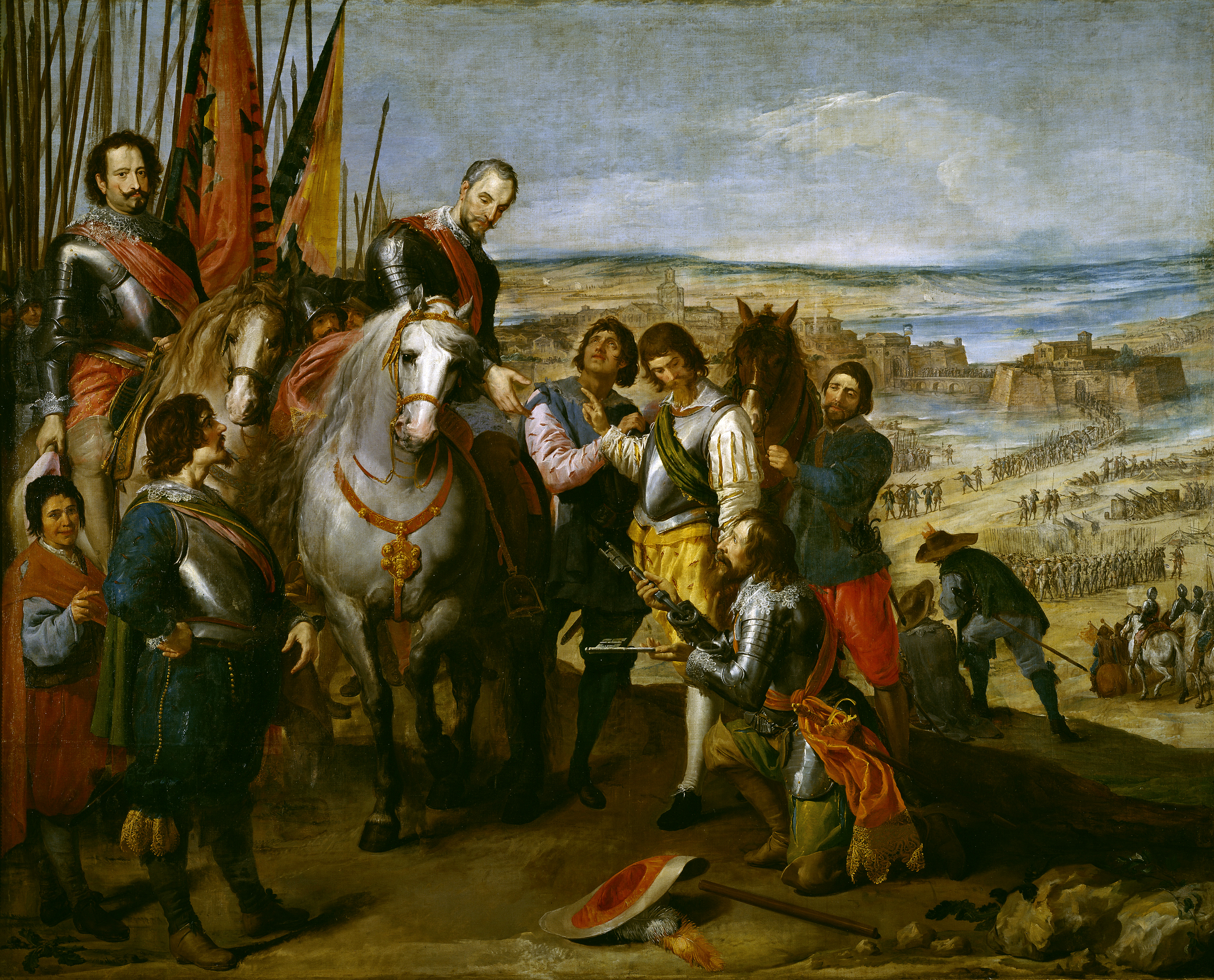
Jusepe Leonardo: Die Kapitulation Jülichs, 1635, Museo del Prado in Madrid. Der Marqués de Leganés ist der Reiter auf dem linken Pferd.

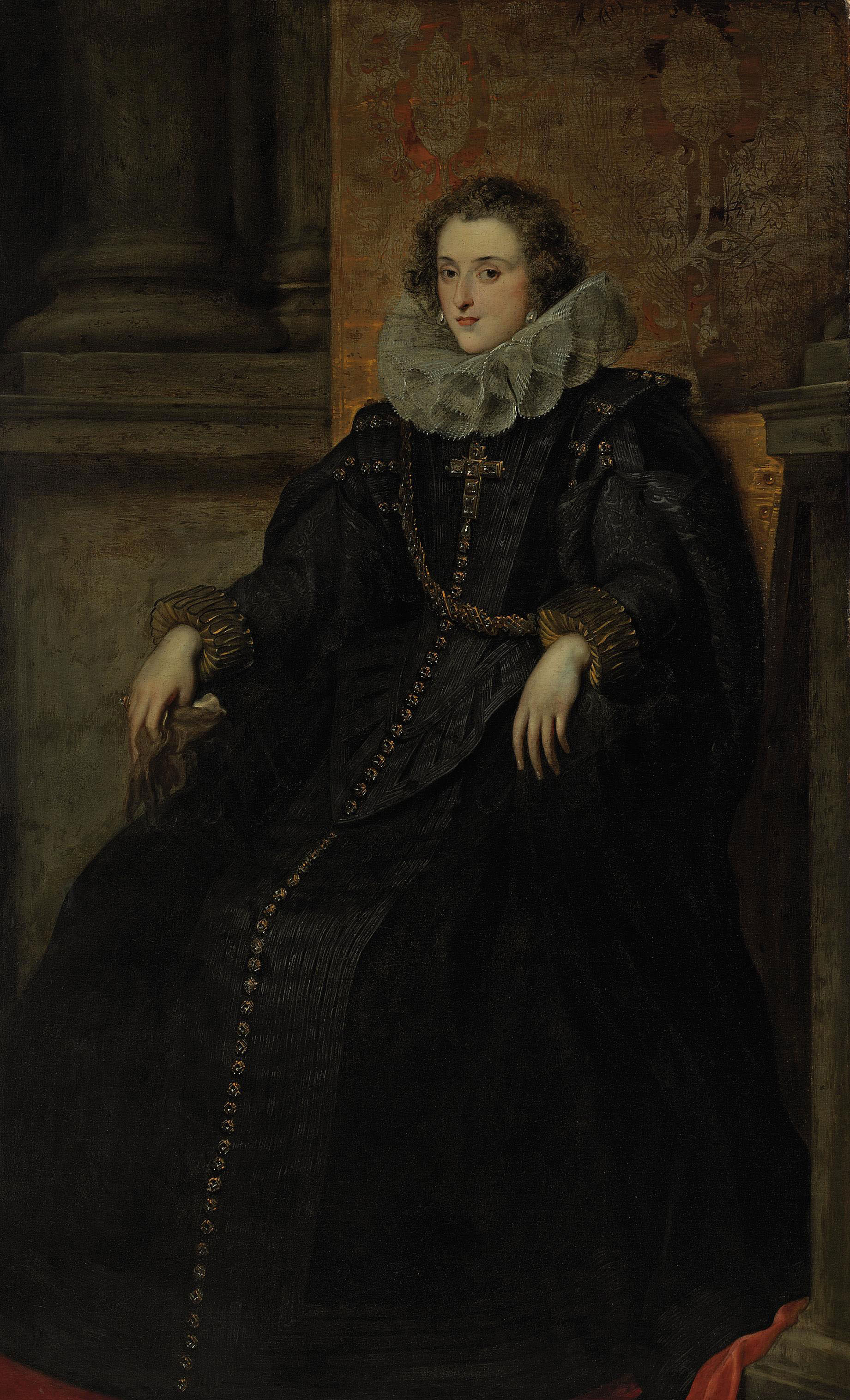
Polixena Spinola, Machesa de Leganés, Bildnis der Ehefrau aus der Schule von Anthonis van Dyck, 17. Jahrhundert

Diego Mexía Felípez de Guzmán war der vierte und damit jüngste Sohn von Diego Velázquez Dávila y Bracamonte, Marqués de Loriana und Leonor de Guzmán, der Tante von Gaspar de Guzmán, Conde de Olivares. Bereits in seiner Jugend war er Page im Haushalt von Erzherzog Albrecht VII. von Habsburg. Auch danach blieb er im Dienst des Landesfürsten der Spanischen Niederlande und war zwischen 1600 und 1609 an den Kampfhandlungen des Achtzigjährigen Krieges beteiligt. Nach dessen Tod im Jahr 1621 kehrte Diego Mexía nach Spanien zurück, wo Philipp IV. kurz zuvor den Thron bestiegen hatte. Dort war sein Cousin Gaspar de Guzmán Minister und ermöglichte ihm den Aufstieg zu einer einflussreichen Persönlichkeit. 1622 war er kurze Zeit wieder in den Spanischen Niederlanden bei der Belagerung und Kapitulation Jülichs zugegen, kehrte dann jedoch schnell wieder nach Madrid zurück. Dort hatte er einige wichtige politische Positionen inne. So war er Mitglied im Kriegsrat, im Rat für innere Angelegenheiten und im Rat für die Niederlande. Daneben war er auch weiterhin in militärischen Positionen tätig. So 1625 wurde Diego Mexía zum Marschall der kastilischen Truppen ernannt und hatte Anteil an der Sicherung von Cádiz gegen den englischen Angriff im selben Jahr. 1627 wurde er zum Marqués de Leganés ernannt. Mit diesem Titel war ein erhebliches Einkommen verbunden. Im selben Jahr heiratete Diego Mexía die Tochter des Generals Ambrosio Spinola, Polixena Spinola (1600–1637). Die Mitgift betrug 200.000 Dukaten (2.200.000 Reales). Mit dieser familiären Verbindung wie auch der zu seinem Cousin im Rücken stieg Diego Mexía zu einem der reichsten und einflussreichsten Adeligen am Hof auf.
1627 wurde Diego Mexía erneut nach Flandern entsandt, um in den Generalstaaten die Unión de Armas und die Finanzierung von 12.000 weiteren Soldaten durchzusetzen. Auf seinem Rückweg besuchte er gemeinsam mit General Spinola die Belagerung von La Rochelle. In der Folge erhielt er weitere politische und militärische Aufträge und Positionen in den Spanischen Niederlanden, in denen er sich bewährte, weshalb ihm 1634 der Titel eines Granden verliehen wurde. Am 24. September 1635 wurde Diego Mexía zum Kapitän-General und Gouverneur des Herzogtum Mailand ernannt. In dieser Position kämpfte er im Französisch-Spanischen Krieg der Jahre 1635 bis 1659. Er besiegte den Herzog von Parma, Odoardo I. Farnese, und zwang ihn einen Friedensvertrag zu unterzeichnen. Zudem konnte Diego Mexía einige Siege gegen Savoyen erringen und hielt die Franzosen davon ab, das Veltlin einzunehmen. 1639 führte er eine Offensive gegen das Piemont, die zunächst erfolgreich verlief, bis er in der Nähe von Casale Monferrato eine schwere Niederlage einstecken musste. Seine Belagerung von Turin im Jahr 1640 schlug fehl.
1641 wurde Diego Mexía Felípez de Guzmán nach Spanien zurückbeordert. Dort erhielt er das Kommando über die katalanische Armee, um im Guerra dels Segadors die aufständischen Katalanen und die sie unterstützenden französischen Truppen zurückzuschlagen. Er besiegte zwar Tarragona, in der Schlacht von Lleida 1642 unterlag er jedoch. Diese Niederlage ließ den Marqués de Leganés bei Hofe in Ungnade fallen. Erst 1645 wurde er wieder rehabilitiert. Er erhielt von 1645 bis 1647 den Titel des Vizekönigs von Katalonien. In diese Zeit fiel die erfolgreiche Verteidigung von Lleida im Jahr 1646. Danach verbrachte er seine letzten Lebensjahre in Italien, wo er der Vorsitzende des italienischen Rates war.

## Kunstsammlung

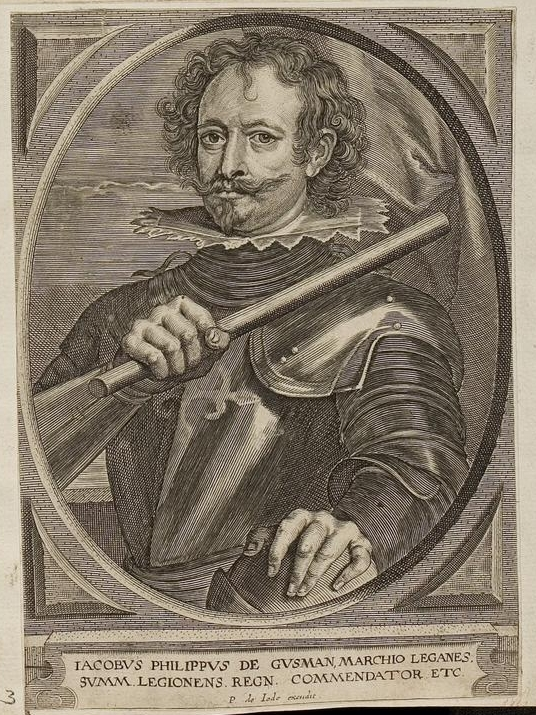
Porträt aus der Mitte des 17. Jahrhunderts

Diego Mexía Felípez de Guzmán, der Marqués de Leganés, besaß eine der umfangreichsten und bedeutendsten Kunstsammlungen im Europa seiner Zeit. Zu seinem Tod 1655 umfasste sie 1300 Gemälde. Diese befanden sich in seinem Madrider Palast, in dem er auch Skulpturen, Tapisserien, Kunsthandwerk und wissenschaftliche Instrumente sammelte. 1632 erwarb Diego Mexía das Dorf Morata de Tajuña und ließ dort große Gärten anlegen und ein Landhaus errichten, in dem er ebenfalls Teile seiner Sammlung unterbrachte. Zudem besaß er eine Villa elf Kilometer außerhalb von Madrid, die auch Gemälde beherbergte. Seine Sammlung ist über umfangreiche Inventare nachvollziehbar. Ein erstes, kurzes Inventar stammt aus dem Jahr 1630. Es umfasste nur 17 Gemälde, die nur einen Bruchteil seiner damaligen Sammlung ausmachten. Elf der so verzeichneten Gemälde stammten von Tizian, die weiteren von Antonio da Correggio, Raffael, Quentin Massys, Peter Paul Rubens und Hans Holbein dem Jüngeren.
1642 wurde ein zweites Inventar angefertigt, das nun 1149 Gemälde umfasste. Das Inventar zu seinem Tod 1650 unterschied sich von den meisten dadurch, dass es bereits zu Lebzeiten angefertigt wurde und nicht erst nach dem Tod von einem Maler, der die Räumlichkeiten besichtigte. Deshalb sind auch weit bessere Erkenntnisse über die Sammlung des Marqués de Leganés verfügbar als über vergleichbare Sammlungen dieser Zeit. Diego Mexía Felípez de Guzmán hatte persönlichen Kontakt zu Rubens und besaß 33 seiner Gemälde, darunter auch ein Porträt seiner selbst. Daneben besaß er weitere flämische Gemälde etwa von Clara Peeters, Jan Brueghel dem Älteren und Daniel Seghers. In der Sammlung befanden sich zudem 58 Gemälde von Frans Snyders. Ebenso gehörten dem Marqués niederländische Gemälde von Pieter Claesz, Willem Claesz. Heda und Floris van Dyck, die nicht so häufig Bestandteil spanischer Sammlungen waren. Unter den italienischen Gemälden des 16. und 17. Jahrhunderts waren Werke von Panfilo Nuvolone und Giovanna Garzoni neben der großen Namen wie Tizian und Raffael vertreten. Darüber hinaus besaß Diego Mexía Felípez de Guzmán viele spanische Gemälde, darunter 15 von Jusepe de Ribera, neun oder mehr von Diego Rodríguez de Silva y Velázquez und 18 von Juan van der Hamen y León, von dem er wahrscheinlich die größte Sammlung besaß.